# Message de Noël du monarque britannique

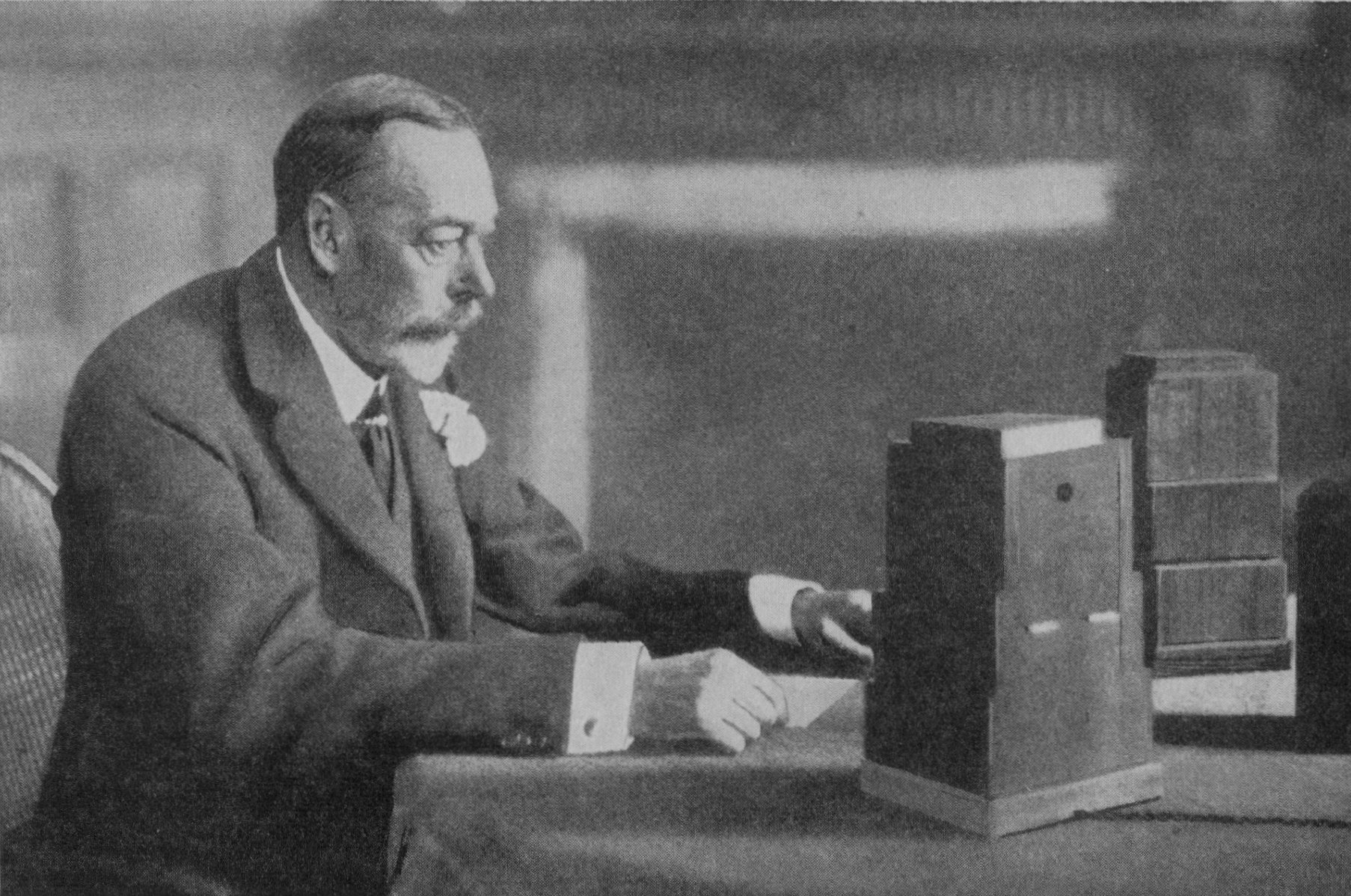
George V lors du Royal Christmas Message de 1934.

Le message de Noël du roi ou de la reine (en anglais The King's Christmas Message ou The Queen's Christmas Message) est un discours du souverain britannique diffusé chaque année le jour de Noël dans les pays du Commonwealth.
La tradition commence en 1932 avec une émission de radio du roi George V sur l'ancêtre du BBC World Service. Aujourd'hui, le discours est diffusé à la télévision, à la radio et sur Internet par divers fournisseurs.

## Histoire
L'idée d'un message de Noël du monarque à l'Empire britannique vient de John Reith, fondateur de la British Broadcasting Corporation. Ce discours devait être la première émission du nouveau BBC Empire Service (futur BBC World Service), lancé le 19 décembre 1932. D'abord réticent à cette innovation, mais encouragé par la reine Mary et le Premier ministre Ramsay MacDonald, le roi George V se montre finalement convaincu par le projet après une visite à la BBC et prononce sa première allocution dans un studio temporaire installé à Sandringham House. Le texte de cette allocution est écrit par Rudyard Kipling. Walton Handy, un berger de 65 ans originaire d'Ilmington, dans le Warwickshire, en fait l'introduction. Des chants de Noël, entonnés par la chorale de l'église locale, ainsi que la sonnerie des cloches de l'église sont intégrés au programme. Ce premier discours attire l'attention de plus de 20 millions d'auditeurs en Australie, en Inde, au Kenya, en Afrique du Sud et au Royaume-Uni.
Le roi Édouard VIII abdique en décembre 1936 avant d'avoir pu prononcer un discours de Noël. Son frère, George VI, poursuit la tradition initiée par son père. La reine Élisabeth II a prononcé son premier discours de Noël le 25 décembre 1952 depuis son bureau de Sandringham House, onze mois après son accession au trône. En 1957, l'allocution est diffusée pour la première fois à la télévision,. En 1969, il n'y a pas eu de discours de Noël. À la place, le documentaire Royal Family (en), réalisé à l'occasion de l'intronisation du prince de Galles, est diffusé et la reine adresse à ses sujets un message écrit,.
En 1992, un scandale éclate lorsque le tabloïd The Sun publie le texte de l'allocution deux jours avant sa diffusion. La reine poursuit le journal pour violation des droits d'auteur et le tabloïd est condamné à faire don de 200 000 £ à une œuvre de charité. La reine Élisabeth II met fin au monopole de la BBC en 1996 et annonce que le radiodiffuseur public devra alterner avec son concurrent Independent Television News (ITN) à partir de 1997. The Daily Telegraph rapporte en 2006 que la reine aurait pris cette décision après la diffusion, par la BBC, de l'interview confession de Lady Diana après son divorce avec le prince Charles. En 2011, Sky News devient également producteur du discours royal, en alternance avec ITN et la BBC. L'année suivante, l'allocution de la souveraine est diffusée pour la première fois en format 3D.

## Préparation et diffusion
Le discours de Noël comprend généralement un bilan des événements importants de l'année écoulée (en particulier dans le Commonwealth), les événements marquants de la vie personnelle du monarque et des réflexions sur Noël en général. Il s'agit du seul discours que le souverain n'a pas besoin de faire valider au préalable par son Premier ministre. La préparation de cette allocution commence plusieurs mois auparavant : le souverain définit des thèmes, après quoi des images d'archives appropriées sont collectées et compilées ; l'allocution proprement dite est enregistrée quelques jours avant Noël,.
De manière presque constante depuis 1957, ce discours télévisé est prononcé au palais de Buckingham, résidence officielle des souverains britanniques. Toutefois, ceux de 1997, 2003, 2020 et 2021 se déroulent au château de Windsor, celui de 2006 à la cathédrale de Southwark et celui de 2010 au château de Hampton Court. De même, le décor varie relativement peu : le souverain est assis à son bureau — sur lequel sont disposées des photos de famille — près du sapin de Noël. Le 25 décembre 2022, Charles III délivre son premier message de Noël depuis la chapelle Saint-Georges de Windsor, où est inhumée sa mère, la reine Élisabeth II, morte trois mois plus tôt.
Au Royaume-Uni et sur Internet, la diffusion du message de Noël du souverain a lieu le 25 décembre à 15 h GMT. En Nouvelle-Zélande, le discours est retransmis une première fois à 18 h, heure locale, par Radio New Zealand, puis à 18 h 50 par Television New Zealand, sur TVNZ 1. En Australie, il est retransmis par l'Australian Broadcasting Corporation (ABC) à 15 h 20, heure locale. Enfin, au Canada, il est diffusé par la Canadian Broadcasting Corporation (CBC) à midi, à la télévision, et à 15 h 50 sur CBC Radio One.

## Dans la culture populaire
Depuis 1993, Channel 4 diffuse un message de Noël alternatif (en) en marge du discours royal officiel, prononcé par des personnalités ou des personnages de fiction (comme Jamie Oliver, Ali G ou encore Marge et Lisa Simpson) sur un ton humoristique.
Les discours de George V et George VI sont mis en scène dans le film Le Discours d'un roi (2010).